# Искусственное сердце

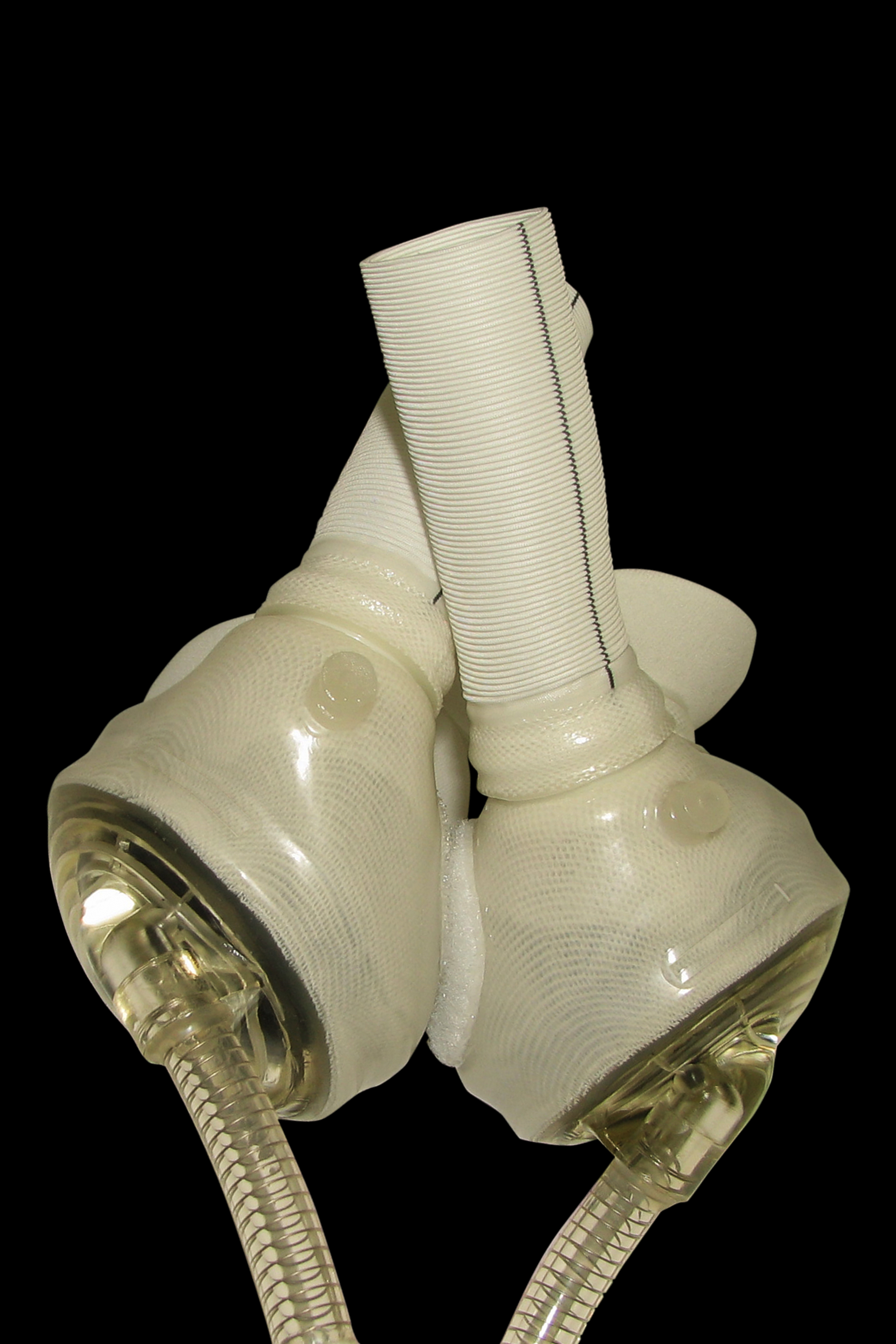
Артериальный насос «CardioWest»

Искусственное сердце —  технологическое устройство, предназначенное для поддержания достаточных для жизнедеятельности параметров гемодинамики.

## Общая характеристика устройства
В настоящее время под искусственным сердцем понимается две группы технических устройств.
- К первой относятся гемооксигенаторы (аппараты искусственного кровообращения). Они состоят из артериального насоса, перекачивающего кровь, и блока оксигенатора, который насыщает кровь кислородом. Данное оборудование активно используется в кардиохирургии, при проведении операций на сердце.
- Ко второй относятся кардиопротезы, то есть технические устройства, имплантируемые в организм человека, призванные заменить сердечную мышцу и повысить качество жизни больного. В настоящее время такие устройства являются экспериментальными и проходят клинические испытания.

## История разработки
Пионером в разработке искусственного сердца являлся советский учёный Владимир Петрович Демихов, который ещё в 1937 году показал возможность поддержания кровообращения в организме собаки с помощью пластикового насоса, приводимого в движение электродвигателем. Два с половиной часа, которые прожила собака с этим механическим устройством, имплантированным на место удалённого собственного сердца, стали отсчётом новой эры в медицине.
Два десятилетия спустя американские учёные В. Кольф и Т. Акутсу разработали искусственное сердце из полихлорвинила, состоящее из двух мешочков, включённых в единый корпус. Оно имело 4 трёхстворчатых клапана из того же материала и работало от пневмопривода, расположенного снаружи. Эти исследования положили начало целой серии конструктивных решений искусственного сердца с внешним приводом.
Идея имплантации искусственного сердца для поддержания жизни реципиента на период поиска подходящего донора была реализована в 1969 году, когда американский хирург Д. Кули произвёл имплантацию искусственного сердца больному, которого после резекции обширной аневризмы левого желудочка не удавалось отключить от аппарата искусственного кровообращения. Через 64 часа работы искусственное сердце было заменено на аллотрансплантат, однако ещё через 36 часов больной погиб от пневмонии. Это был первый случай двухэтапной операции трансплантации сердца, которая сегодня широко распространена (недоступная ссылка — история) Проверено 13 июля 2021..
В СССР в конце 1960-х годов в ОКБ Сухого была создана группа по разработке пневмогидравлического насоса, способного временно заместить естественное сердце человека и поддержать его жизнедеятельность до того момента, когда появится возможность установить донорское сердце взамен искусственного. В 1974 году в период пребывания президента США Р. Никсона в Москве было заключено соглашение между СССР и США «О совместных исследованиях и разработке искусственного сердца». Приказом Минавиапрома ОКБ Сухого было определено головным исполнителем по разработке искусственного сердца с пневмоприводом. Совместные работы по проблеме искусственного сердца с медиками США велись в течение 20 лет.

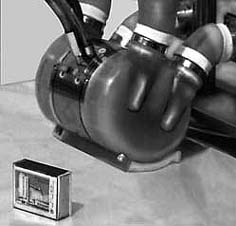
Экспериментальное искусственное сердце «Герц-02» производства СКБ МТ

Руководителем программы искусственного сердца в СССР стал возглавивший в 1975 году Институт трансплантации и искусственных органов Минздрава РСФСР (НИИТиИО) профессор В. И. Шумаков.
В 1976 году на основании постановления Совета Министров СССР в СКБ МТ КЧХЗ, входившего в Минсредмаш и являвшегося единственным в стране производителем искусственных клапанов сердца, была организована Лаборатория искусственного сердца. Итогом её работы стало создание опытного образца искусственного сердца «Герц-02» в ранцевом исполнении, и в 1985 году в НИИТиИО были проведены его успешные испытания на животных — впервые в стране животное (телёнок) жило с искусственным сердцем более двух недель. Однако в дальнейшем эти исследования по финансовым причинам были прекращены.
В НИИТиИО длительность работы модели искусственного сердца с внешним приводом «Поиск-10М» была доведена к 1985 году до 100 суток, что позволило начать его клинические испытания. Показаниями к применению искусственного сердца были определены резкое ухудшение состояния пациентов, включённых в список ожидания на пересадку сердца; критические ситуации у больных, которые после окончания операции не могут быть отключены от аппарата искусственного кровообращения; резко прогрессирующие явления отторжения трансплантата. С декабря 1986 года специалистами НИИТиИО было выполнено 17 трансплантаций искусственного сердца «Поиск-10М», из них 4 в Польше, куда бригада выезжала по экстренному вызову. Несмотря на усилия врачей, максимальная продолжительность работы искусственного сердца не превысила 15 суток.
По состоянию на 2010 год не было создано эффективного имплантируемого человеку протеза всего сердца. В кардиохирургических клиниках проводят успешные частичные замены органических компонентов на искусственные. Например, производится замена клапанов, крупных сосудов, предсердий, желудочков. Кроме того, успешно производится пересадка донорского сердца.
Разработаны несколько прототипов эффективных имплантируемых человеку протезов всего сердца. В НЦССХ им. А. Н. Бакулева 26 марта 2010 года была произведена операция по полной замене сердца человека на искусственный аналог кардиохирургом Лео Бокерия, совместно с его американским коллегой. Этот аппарат обеспечивает адекватное кровоснабжение органов и тканей пациента, главным его недостатком является наличие аккумулятора массой 10 кг, нуждающегося в перезарядке каждые 12 часов. В настоящее время такие протезы рассматриваются как временная мера, позволяющая пациенту с тяжёлой сердечной патологией дожить до момента пересадки сердца.
В 2016 году новосибирские учёные из НИИ патологии кровообращения представили свою разработку — искусственное сердце, которое снижает риск образования тромбов благодаря дисковому насосу для поверхностного натяжения. Медики уверены, что это более эффективно работающий механизм, чем его модели-предшественники, и цена его в несколько раз ниже импортных аналогов.

## Искусственное сердце из титана
Техасский институт сердца (THI) и компания BiVACOR 9 июля 2024 года провели первую в мире имплантацию BiVACOR (TAH) — полностью искусственного сердца из титана. Устройство представляет собой титановый бивентрикулярный ротационный насос с единственной движущейся частью — магнитно-левитирующим ротором, заменяющим оба желудочка сердца. В марте 2025 года сообщается, что австралийский пациент стал первым человеком, выписанным из больницы с таким устройством, прожив с ним более трёх месяцев до получения донорского сердца.

## Медико-психологические аспекты
Помимо кардиохирургического, существует и медико-психологический аспект проблемы искусственного сердца. Так, у четверти пациентов после операции протезирования клапанного аппарата сердца в послеоперационный период формируется специфический психопатологический симптомокомплекс, получивший наименование «кардиопротезный психопатологический синдром», описанный в 1978 году.
Не исключено, что с подобной проблемой придётся столкнуться при проведении более масштабных операций по имплантации искусственного сердца.